# Эффект Михеева — Смирнова — Вольфенштейна
Эффе́кт Михе́ева — Смирно́ва — Вольфенште́йна (эффект МСВ, резонансная конверсия нейтрино) — переход нейтрино одного сорта (поколения) в другие в среде с переменной плотностью электронов. Эффект был предсказан и теоретически исследован советскими физиками Станиславом Михеевым и Алексеем Смирновым в 1985 году на основе рассмотренного в 1978—1979 годах американским физиком Линкольном Вольфенштейном случая осцилляций нейтрино в среде с постоянной плотностью.

## Описание
Эффект возникает вследствие пересечения энергетических уровней состояний нейтрино различных поколений. При движении нейтрино в среде, в которой присутствуют слабо взаимодействующие с ним электроны, у него возникает эффективная масса, зависящая от плотности электронов и от поколения нейтрино. При медленном изменении плотности электронов эффективные массы нейтрино разных поколений изменяются по-разному и при определённых значениях плотности могут совпадать. Это приводит к резонансному усилению нейтринных осцилляций.
Переход рождающихся в ядре Солнца электронных нейтрино высоких (более нескольких МэВ) энергий в мюонные и тау-лептонные вследствие эффекта МСВ решает проблему солнечных нейтрино.